# Quadratischer Rest
Quadratischer Rest ist ein Begriff aus dem mathematischen Teilgebiet Zahlentheorie. Eine ganze Zahl {\displaystyle a} heißt quadratischer Rest bezüglich eines Moduls {\displaystyle m}, wenn sie zu {\displaystyle m} teilerfremd ist und es eine Zahl {\displaystyle x} gibt, für die die Kongruenz
{\displaystyle a\equiv x^{2}{\pmod {m}}}
gilt, das heißt, {\displaystyle a} und {\displaystyle x^{2}} liegen in der gleichen Restklasse modulo {\displaystyle m}.
Existiert für eine zu {\displaystyle m} teilerfremde Zahl {\displaystyle a} keine Lösung {\displaystyle x} der obigen Kongruenz, dann nennt man {\displaystyle a} quadratischen Nichtrest modulo {\displaystyle m}. Zu {\displaystyle m} nicht teilerfremde Zahlen werden nicht klassifiziert, sind also weder quadratische Reste noch quadratische Nichtreste.

## Beispiel
In diesem Beispiel werden die quadratischen Reste und Nichtreste des Moduls 6 ermittelt. Da die Zahlen 0, 2, 3 und 4 nicht teilerfremd zu 6 sind, werden sie nicht klassifiziert. Zur Klassifikation der Zahlen 1 und 5 ist die folgende Tabelle der Quadrate aller Zahlen von 0 bis 5 hilfreich.
| {\displaystyle x} | {\displaystyle x^{2}} | {\displaystyle x^{2}{\bmod {6}}} |
| ----------------- | --------------------- | -------------------------------- |
| 0                 | 0                     | 0                                |
| 1                 | 01                    | 1                                |
| 2                 | 04                    | 4                                |
| 3                 | 09                    | 3                                |
| 4                 | 16                    | 4                                |
| 5                 | 25                    | 1                                |

Die Zahl 1 findet sich in der rechten Spalte und ist deshalb quadratischer Rest. Die Zahl 5 hingegen ist quadratischer Nichtrest, da sie in der rechten Spalte fehlt.

## Vereinfachte Berechnung der quadratischen Reste
Für kleinere Zahlen {\displaystyle m} können die quadratischen Reste relativ rasch berechnet werden: Es genügt, die Zahlen {\displaystyle 0\leq x\leq m/2} zu betrachten, denn {\displaystyle x^{2}} und {\displaystyle (x+k\cdot m)^{2}} haben denselben Rest, ebenso {\displaystyle x^{2}} und {\displaystyle (-x)^{2}}, also auch {\displaystyle x^{2}} und {\displaystyle (m-x)^{2}}.
Die Berechnung wird hier am Beispiel des Moduls {\displaystyle m=11} demonstriert.
```
 0 mod 11 = 0;  1 mod 11 = 1;   4 mod 11 = 4;   9 mod 11 = 9
16 mod 11 = 5; 25 mod 11 = 3;  36 mod 11 = 3;  49 mod 11 = 5
64 mod 11 = 9; 81 mod 11 = 4; 100 mod 11 = 1; 121 mod 11 = 0
```

Wenn man so weitermacht, wiederholt sich der Zyklus {\displaystyle (0,1,4,9,5,3,3,5,9,4,1)} immer wieder. Wegen der Symmetriebeziehung {\displaystyle (m-x)^{2}\equiv x^{2}{\pmod {m}}} kann man sich auf die Reduktion der Quadratzahlen beschränken, die nicht größer als {\displaystyle \lfloor m/2\rfloor ^{2}=25} sind.
Zur Berechnung der Quadratzahlen kann die Beziehung
{\displaystyle \left({n+1}\right)^{2}=n^{2}+2\cdot n+1}
verwendet werden. Die nächste Quadratzahl kann also durch Addition von {\displaystyle 2n+1} ganz ohne Multiplikation berechnet werden. Damit lassen sich die quadratischen Reste für Modul {\displaystyle m=11} rasch auch im Kopf berechnen.
Dadurch ergibt sich mit den nachfolgenden Zyklen ein (symmetrisches) Muster:
```
mod  2: (0, 1) 
mod  3: (0, 1, 1)
mod  4: (0, 1)
mod  5: (0, 1, 4, 4, 1)
mod  6: (0, 1, 4, 3, 4, 1)
mod  7: (0, 1, 4, 2, 2, 4, 1)
mod  8: (0, 1, 4, 1)
mod  9: (0, 1, 4, 0, 7, 7, 0, 4, 1)
mod 10: (0, 1, 4, 9, 6, 5, 6, 9, 4, 1)
mod 11: (0, 1, 4, 9, 5, 3, 3, 5, 9, 4, 1)
mod 12: (0, 1, 4, 9, 4, 1)
mod 13: (0, 1, 4, 9, 3, 12, 10, 10, 12, 3, 9, 4, 1)
mod 14: (0, 1, 4, 9, 2, 11, 8, 7, 8, 11, 2, 9, 4, 1)
mod 15: (0, 1, 4, 9, 1, 10, 6, 4, 4, 6, 10, 1, 9, 4, 1)
mod 16: (0, 1, 4, 9)
mod 17: (0, 1, 4, 9, 16, 8, 2, 15, 13, 13, 15, 2, 8, 16, 9, 4, 1)
mod 18: (0, 1, 4, 9, 16, 7, 0, 13, 10, 9, 10, 13, 0, 7, 16, 9, 4, 1)
mod 19: (0, 1, 4, 9, 16, 6, 17, 11, 7, 5, 5, 7, 11, 17, 6, 16, 9, 4, 1)
mod 20: (0, 1, 4, 9, 16, 5, 16, 9, 4, 1)
 …
```

Die Zyklen der durch 4 teilbaren Moduln treten im Muster mehrfach auf.

## Eigenschaften
Sind {\displaystyle a} und {\displaystyle b} quadratische Reste modulo {\displaystyle m}, dann ist auch {\displaystyle ab} quadratischer Rest. Dies lässt sich einfach zeigen, indem man beide Zahlen multipliziert: Aus
{\displaystyle a\equiv x^{2}{\pmod {m}}}
{\displaystyle b\equiv y^{2}{\pmod {m}}}
folgt
{\displaystyle ab\equiv (xy)^{2}{\pmod {m}}}
sodass auch das Produkt {\displaystyle ab} quadratischer Rest ist.
Dank der Teilerfremdheit zu {\displaystyle m} hat {\displaystyle a} ein Inverses. Dieses ist auch ein quadratischer Rest, denn {\displaystyle a^{-1}\equiv (x^{2})^{-1}\equiv (x^{-1})^{2}{\pmod {m}}}. Das Inverse von {\displaystyle x} existiert, denn {\displaystyle x\cdot (xa^{-1})\equiv 1{\pmod {m}}}.
Da {\displaystyle 1\equiv 1^{2}{\pmod {m}}} trivialerweise ein Rest ist, erfüllen die quadratischen Reste somit alle Eigenschaften einer Gruppe.

## Legendre- und Jacobi-Symbol
Für Rechnungen, bei denen man nachweisen will, ob eine Zahl quadratischer Rest ist, stehen zwei Kurzschreibweisen zur Verfügung. Das Legendre-Symbol gibt an, ob eine Zahl quadratischer Rest für einen Primzahlmodul ist:
{\displaystyle \left({\frac {a}{p}}\right)={\begin{cases}\quad 1,&{\mbox{wenn }}a{\mbox{ quadratischer Rest modulo }}p{\mbox{ ist}}\\-1,&{\mbox{wenn }}a{\mbox{ quadratischer Nichtrest modulo }}p{\mbox{ ist}}\\\quad 0,&{\mbox{wenn }}a{\mbox{ ein Vielfaches von }}p{\mbox{ ist}}\end{cases}}}
Dieses wird zum Jacobi-Symbol verallgemeinert, das die Berechnung für beliebige Moduln auf deren Primfaktorzerlegung {\displaystyle m=p_{1}^{\nu _{1}}\cdot p_{2}^{\nu _{2}}\cdot \ldots \cdot p_{k}^{\nu _{k}}} zurückführt:
{\displaystyle \left({\frac {a}{m}}\right)=\left({\frac {a}{p_{1}}}\right)^{\nu _{1}}\cdot \left({\frac {a}{p_{2}}}\right)^{\nu _{2}}\cdot \ldots \cdot \left({\frac {a}{p_{k}}}\right)^{\nu _{k}}}
Da das Jacobi-Symbol für Primzahlmoduln dieselben Werte wie das Legendre-Symbol liefert, ist die Verwendung der gleichen Kurzschreibweise nicht von Nachteil. Als wichtiges Hilfsmittel zur Berechnung des Legendre-Symbols steht das quadratische Reziprozitätsgesetz mit dem ersten und zweiten Ergänzungssatz zur Verfügung. Zu beachten ist aber, dass man am Jacobi-Symbol nicht eindeutig ablesen kann, ob eine Zahl ein quadratischer Rest ist, so ist zum Beispiel {\displaystyle \left({\frac {2}{15}}\right)=1}, aber 2 kein quadratischer Rest modulo 15.

## Anwendung in der Kryptologie
Vor allem in der Kryptologie stellt sich vielfach die Aufgabe, für eine vorgegebene Zahl und einen bekannten Modul zu entscheiden, ob diese Zahl für den Modul quadratischer Rest ist. Diese Fragestellung wird als Quadratische-Reste-Problem bezeichnet. Ist der Modul eine Primzahl, so kann dies recht einfach entschieden werden. Andernfalls stellt es sich teilweise recht schwierig dar. Insbesondere besagt die Quadratische-Reste-Annahme, dass es für bestimmte Moduln praktisch nicht möglich ist, diese Frage zu entscheiden.

## Quadratische Reste bei Primzahlmoduln
Ist der Modul eine ungerade Primzahl {\displaystyle p}, so liefert das Eulersche Kriterium eine wichtige Aussage über quadratische Reste. Ein zu {\displaystyle p} teilerfremdes {\displaystyle a} ist demnach genau dann quadratischer Rest, wenn die folgende Kongruenz gilt:
{\displaystyle a^{\frac {p-1}{2}}\equiv 1{\pmod {p}}}
Daraus lässt sich herleiten, dass es für einen ungeraden Primzahlmodul {\displaystyle p} genau {\displaystyle {\tfrac {p-1}{2}}} quadratische Reste und ebenso viele quadratische Nichtreste gibt.

### Der Fall von Primzahlen und das Legendre-Symbol
Im Folgenden sei {\displaystyle m=p} eine Primzahl. Ist weder {\displaystyle a} noch {\displaystyle b} durch {\displaystyle p} teilbar, so gibt die folgende Tabelle in Abhängigkeit von {\displaystyle a} und {\displaystyle b} an, ob das Produkt {\displaystyle ab} quadratischer Rest (R) oder Nichtrest (NR) ist:
|      | a R   | a NR  |
| b R  | ab R  | ab NR |
| b NR | ab NR | ab R  |

Dies lässt sich auch so formulieren: Für das Legendre-Symbol gilt stets
{\displaystyle \left({\frac {ab}{p}}\right)=\left({\frac {a}{p}}\right)\left({\frac {b}{p}}\right).}
Für ungerade Primzahlen gilt
{\displaystyle \left({\frac {a}{p}}\right)\equiv a^{\frac {p-1}{2}}{\pmod {p}}.}
Aus dieser Beziehung lässt sich auch unmittelbar die folgende Aussage ablesen:
{\displaystyle -1} ist quadratischer Rest modulo Primzahlen der Form {\displaystyle 4k+1} und Nichtrest modulo Primzahlen der Form {\displaystyle 4k+3}.

## Die Besonderheit der 4
Modulo 4 gibt es nur einen quadratischen Rest, nämlich 1. Denn sowohl für {\displaystyle n\equiv 1{\pmod {4}}} als auch für {\displaystyle n\equiv 3{\pmod {4}}} ergibt sich {\displaystyle n^{2}\equiv 1{\pmod {4}}} und für gerade Zahlen {\displaystyle n} gilt {\displaystyle n^{2}\equiv 0{\pmod {4}}}. 3 ist demzufolge quadratischer Nichtrest, was bedeutet, dass keine Quadratzahl modulo 4 den Rest 3 lässt. Die ungeraden Primzahlen (also alle außer 2) lassen sich daher in zwei Gruppen einteilen:
- Primzahlen {\displaystyle p}, für die {\displaystyle p\equiv 1{\pmod {4}}} gilt: Für sie existieren Quadratzahlen {\displaystyle n^{2}} mit {\displaystyle n^{2}\equiv (p-1){\pmod {p}}}. Für die Primzahlen dieser Gruppe gilt:

{\displaystyle (p-1)^{\frac {p-1}{2}}\equiv 1{\pmod {p}}}
Mit dem Legendre-Symbol kann man dafür auch
{\displaystyle \left({\frac {p-1}{p}}\right)=1}
schreiben oder kürzer:
{\displaystyle \left({\frac {-1}{p}}\right)=1}
- Primzahlen {\displaystyle q}, für die {\displaystyle q\equiv 3{\pmod {4}}} gilt: Für sie existieren keine Quadratzahlen {\displaystyle n^{2}} mit {\displaystyle n^{2}\equiv (q-1){\pmod {q}}}. Für die Primzahlen dieser Gruppe gilt:

{\displaystyle (q-1)^{\frac {q-1}{2}}\equiv (q-1){\pmod {q}}}
{\displaystyle \left({\frac {q-1}{q}}\right)=-1}
{\displaystyle \left({\frac {-1}{q}}\right)=-1}